# Liste der Stolpersteine in Penzberg

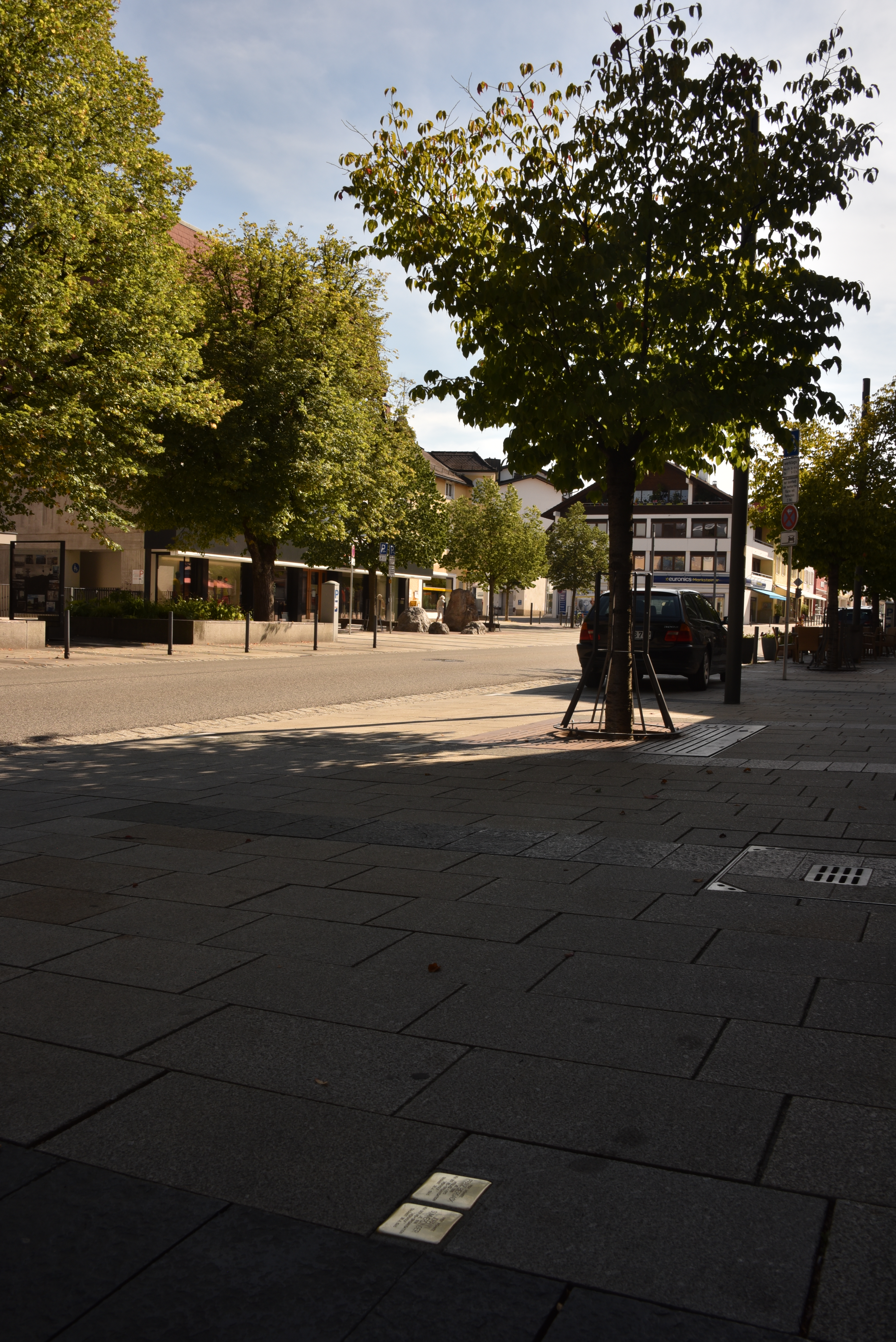
Stolpersteine in der Bahnhofstraße

Die Liste der Stolpersteine in Penzberg enthält die Stolpersteine, die im Rahmen des gleichnamigen Kunstprojekts von Gunter Demnig in der oberbayrischen Stadt Penzberg verlegt wurden.  Stolpersteine erinnern an das Schicksal der Menschen, die von den Nationalsozialisten ermordet, deportiert, vertrieben oder in den Suizid getrieben wurden. Sie liegen im Regelfall vor dem letzten selbstgewählten Wohnsitz des Opfers.
Der 90.000 Stolperstein, gewidmet der schwangeren Agathe Fleissner, die in der Penzberger Mordnacht erhängt wurde, wurde am 27. April 2022 von Gunter Demnig persönlich verlegt.

## Penzberger Mordnacht
In der Nacht vom 28. auf den 29. April 1945 fand eines der grausamsten Endphaseverbrechen des NS-Regimes kurz vor seinem Untergang statt, die Penzberger Mordnacht. 14 Männer und zwei Frauen, darunter eine Schwangere, überwiegend Kommunisten und Sozialisten, wurden von fanatischen Nationalsozialisten binnen weniger Stunden ermordet. Am Morgen des 28. April 1945 war der Krieg von der Freiheitsaktion Bayern via Rundfunk für beendet erklärt worden. Die Bürgermeister, die 1933 vom NS-Regime abgesetzt worden waren, wurden aufgefordert ihre Funktion wieder einzunehmen. In Penzberg war dies der frühere SPD-Bürgermeister Hans Rummer, der den NS-Bürgermeister absetzte, Zwangsarbeiter und andere Gefangene aus nahegelegenen Lagern befreien ließ und die geplante Sprengung des Bergwerks verhinderte.
Doch das Rathaus wurde vom erst im Februar 1945 aufgestellten Schwere Werfer-Regiment 22 der Volks-Werfer-Brigade 18 umstellt, Bürgermeister Hans Rummer und sieben seiner Mitstreiter wurden festgenommen, um 18 Uhr in einem Bus mit verhängten Fenstern in die Nähe des Sportplatzes gefahren und dort einzeln erschossen. In der Folge wurden neun weitere des Widerstands verdächtigte Personen an den Bäumen in der Bahnhof-, Gustav- und Karlstraße erhängt, jeweils mit einem Schild Werwolf versehen, darunter auch die schwangere Agathe Fleissner und ihr Ehemann Franz Xaver. Der Strick, an dem Sebastian Tauschinger erhängt werden sollte, riss und er überlebte, allerdings verletzt. Franz Schwab wurde angeschossen, er konnte ebenfalls fliehen. Kommandiert wurde die Mordaktion von Kommandeur Berthold Ohm, von Oberstleutnant Hans Bauernfeind und von Hans Zöberlein, dem Chef der Werwolf-Einheit. Genehmigt wurde die Operation vom Münchner Gauleiter Paul Giesler. Weitere, später verurteilte Täter waren Martin Rebhahn, der NSDAP-Ortsgruppenleiter von Penzberg, Felix Achtelik und Ferdinand Zila, beide Mitglieder des Werwolfs. Die Todesstrafen wurden in lebenslängliche Zuchthausstrafen umgewandelt, doch aus verschiedenen Gründen waren Ende der 1950er Jahre bereits wieder alle Täter auf freiem Fuß.

## Gedenkkultur in Penzberg

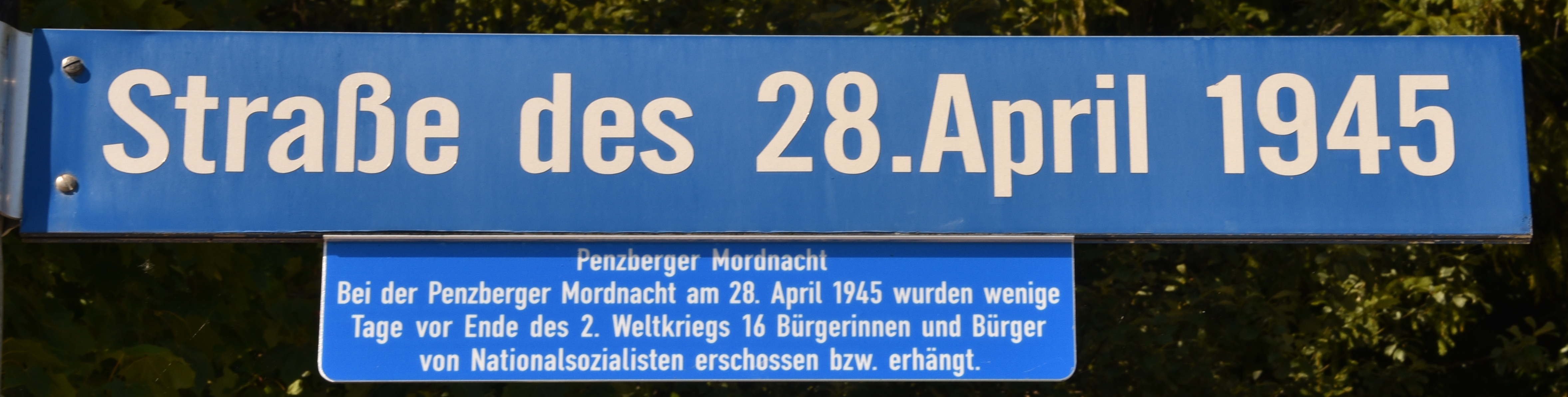

Bereits vor den Stolpersteinverlegungen wurde in Penzberg der NS-Opfer gedacht. Straßennamen der Stadt erinnern an den 28. April 1945, an deren Opfer Johann Dreher und an Josef Kastl sowie an Sophie Scholl.

## Verlegte Stolpersteine
| Stolperstein | Inschrift | Verlegeort                          | Name, Leben                                           |
| ------------ | --- | ----------------------------------- | ----------------------------------------------------- |
|              | HIER WOHNTE PAUL BADLEHNER JG. 1899 MITGLIED / KPD VON SOLDATEN DER WEHRMACHT ERSCHOSSEN 28.4.1945                      | Philippstraße 26                    | Paul Badlehner (1899–1945)                            |
|              | HIER WOHNTE GOTTLIEB BELOHLAWEK JG. 1897 MITGLIED / KPD VON DER NS-ORGANISATION 'WERWOLF' ERHÄNGT 28.4.1945             | Karlstraße 50                       | Gottlieb Belohlawek (1897–1945), nicht verifiziert    |
|              | HIER WOHNTE FRANZ BIERSACK JG. 1896 MITGLIED / KPD VON DER NS-ORGANISATION 'WERWOLF' ERHÄNGT 28.4.1945                  | Bahnhofstraße 21                    | Franz Biersack (1896–1945)                            |
|              | HIER WOHNTE MICHAEL BOOS JG. 1888 MITGLIED / SPD VON SOLDATEN DER WEHRMACHT ERSCHOSSEN 28.4.1945                        | Alpenstraße 5                       | Michael Boos (1888–1945), nicht verifiziert           |
|              | HIER WOHNTE JOHANN DREHER JG. 1895 MITGLIED / KPD VON SOLDATEN DER WEHRMACHT ERSCHOSSEN 28.4.1945                       | Bürgermeister-Rummer-Straße 23      | Johann Dreher (1895–1945)                             |
|              | HIER WOHNTE AGATHE FLEISSNER JG. 1904 VON DER NS-ORGANISATION 'WERWOLF' ERHÄNGT 28.4.1945                               | Bürgermeister-Rummer-Straße 10      | Agathe Fleissner (1904–1945), 90.000ster Stolperstein |
|              | HIER WOHNTE FRANZ XAVER FLEISSNER JG. 1900 VON DER NS-ORGANISATION 'WERWOLF' ERHÄNGT 28.4.1945                          | Bürgermeister-Rummer-Straße 10      | Franz Xaver Fleissner (1900–1945)                     |
|              | HIER WOHNTE ALBERT GRAUVOGL JG. 1901 MITGLIED / KPD VON DER NS-ORGANISATION 'WERWOLF' ERHÄNGT 28.4.1945                 | Fischhaberstraße (Friedhofseingang) | Albert Grauvogl (1901–1945)                           |
|              | HIER WOHNTE RUPERT HÖCK JG. 1891 MITGLIED / KPD VON SOLDATEN DER WEHRMACHT ERSCHOSSEN 28.4.1945                         | Sigmundstraße 1                     | Rupert Höck (1891–1945)                               |
|              | HIER WOHNTE JOSEF KASTL JG. 1905 MITGLIED / KPD VON DER NS-ORGANISATION 'WERWOLF' ERSCHOSSEN 28.4.1945                  | Heimstättensiedlung 44              | Josef Kastl (1905–1945)                               |
|              | HIER WOHNTE LUDWIG MÄRZ JG. 1897 MITGLIED / KPD VON SOLDATEN DER WEHRMACHT ERSCHOSSEN 28.4.1945                         | Ludwig-März-Straße 2                | Ludwig März (1897–1945)                               |
|              | HIER WOHNTE JOHANN RUMMER JG. 1880 EHEM.BÜRGERMEISTER / SPD VON SOLDATEN DER WEHRMACHT ERSCHOSSEN 28.4.1945             | Bürgermeister-Rummer-Straße 25      | Johann Rummer (1880–1945)                             |
|              | HIER WOHNTE FRANZ SCHWAB JG. 1895 VON DER NS-ORGANISATION 'WERWOLF' ANGESCHOSSEN 28.4.1945 GEFLÜCHTET ÜBERLEBT          | Sindelsdorfer Straße 55             | Franz Schwab (1895–1945)                              |
|              | HIER WOHNTE MICHAEL SCHWERTL JG. 1901 MITGLIED / SPD VON SOLDATEN DER WEHRMACHT ERSCHOSSEN 28.4.1945                    | Eschenweg 2, 82404 Sindelsdorf      | Michael Schwertl (1901–1945)                          |
|              | HIER WOHNTE JOHANN SUMMERDINGER JG. 1899 VON DER NS-ORGANISATION 'WERWOLF' ERHÄNGT 28.4.1945                            | Bahnhofstraße 21                    | Johann Summerdinger (1899–1945)                       |
|              | HIER WOHNTE SEBASTIAN TAUSCHINGER JG. 1904 VON DER NS-ORGANISATION 'WERWOLF' ERHÄNGT 28.4.1945' SCHWERVERLETZT ÜBERLEBT | Ludwig-März-Straße 25               | Sebastian Tauschinger (1904–1945)                     |
|              | HIER WOHNTE JOHANN ZENK JG. 1899 VON DER NS-ORGANISATION 'WERWOLF' ERHÄNGT 28.4.1945                                    | Karlstraße 24                       | Johann Zenk (1899–1945)                               |
|              | HIER WOHNTE THERESE ZENK JG. 1900 VON DER NS-ORGANISATION 'WERWOLF' ERHÄNGT 28.4.1945                                   | Karlstraße 24                       | Therese Zenk (1900–1945)                              |

## Verlegedatum
- 27. April 2022